# Aphaenogaster relicta
Aphaenogaster relicta är en myrart som beskrevs av Wheeler och Mann 1914. Aphaenogaster relicta ingår i släktet Aphaenogaster och familjen myror.

## Underarter
Arten delas in i följande underarter:
- A. r. epinotalis
- A. r. relicta